# Tămaș Fanea
Tămaș Fanea (n. 15 octombrie 1893, Călinești-Oaș – d. 14 octombrie 1978, Călinești-Oaș) a fost un deputat în Marea Adunare Națională de la Alba Iulia, organismul legislativ reprezentativ al „tuturor românilor din Transilvania, Banat și Țara Ungurească”, cel care a adoptat hotărârea privind Unirea Transilvaniei cu România, la 1 decembrie 1918.:p. 273

## Biografie
Tămaș Fanea s-a născut în localitatea Călinești-Oaș, la 15 octombrie 1893. După 1918 a devenit primar al comunei Călinești-Oaș. A decedat în anul 1978, la data de 14 octombrie, în comuna sa natală.:p. 273

## Educație și studii
Tămas Fanea a avut  studii elementare.:p. 273

## Activitate politică
A fost delegat al cercului electoral Medieș la Marea Adunare Națională de la Alba Iulia din 18 noiembrie/ 1 decembrie 1918.